# Music Fund

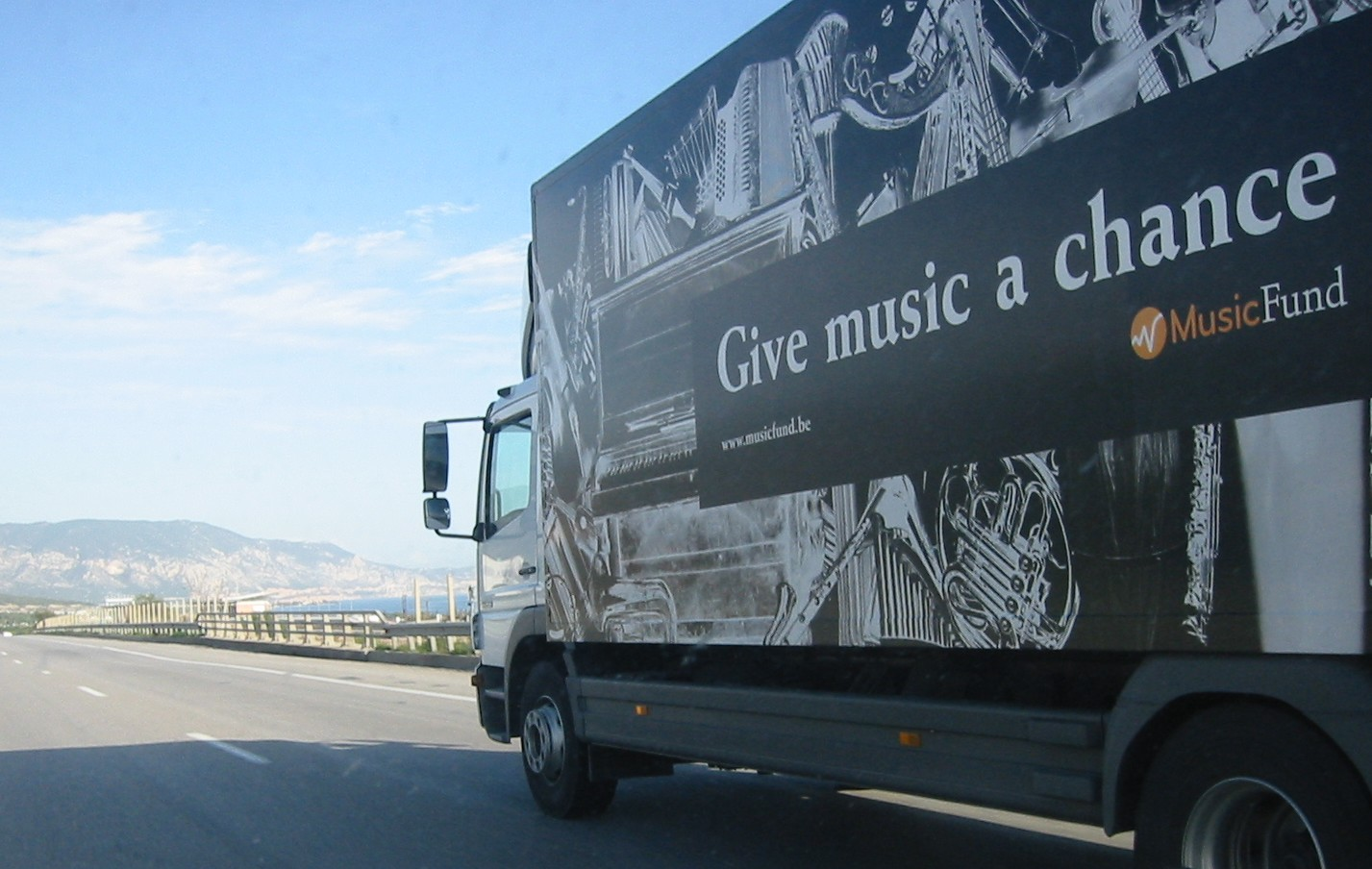

Music Fund es una organización sin ánimo de lucro que desde 2005 organiza colectas de instrumentos de música y talleres de reparación de los tales en países en conflicto o en desarrollo.
Music Fund es el fruto de la sinergia entre una ONG, Oxfam-Solidarité, y un grupo de música, Ictus.
Fue en el 2005, un año después de su creación, cuando Music Fund organizó su primera colecta de instrumentos, que inmediatamente resultó ser un éxito tremendo, ya que se colectó más de 500 instrumentos de todo tipo. Unos meses después, en diciembre del 2005, el primer transporte de instrumentos hacia Palestina e Israel tuvo lugar. El éxito de la operación fue tal que se reanudó en los años siguientes hacia Congo (Kinshasa) y Mozambique (Maputo).
La falta o la ausencia de instrumentos en esos países todavía constituyen un problema muy serio. Por eso se organizan regularmente colectas de instrumentos para Music Fund en toda Europa.
Después de una colecta, los instrumentos son reparados y luego distribuidos en las escuelas de música colaboradoras.
El mantenimiento de los instrumentos es la segunda prioridad de Music Fund. Por ello, se organizan formaciones locales en las escuelas colaboradoras mediante prácticas o talleres. En el marco de formaciones de perfeccionamiento, los estudiantes que consiguen una beca se pasan un periodo largo en una escuela especializada y participan en prácticas en talleres de expertos asociados a Music Fund en Europa.
La pericia que así adquieren les permite mantener en buen estado los instrumentos recibidos, algo imprescindible para la continuidad de las acciones emprendidas por Music Fund. De hecho, la perennidad del proyecto de Music Fund radica en esas regiones mismas y en las manos de sus habitantes.